# Globosomyces aggregatus
Globosomyces aggregatus är en svampart som beskrevs av Jülich 1980. Globosomyces aggregatus ingår i släktet Globosomyces, ordningen Polyporales, klassen Agaricomycetes, divisionen basidiesvampar och riket svampar.   Inga underarter finns listade i Catalogue of Life.